# 内田健介
内田 健介（うちだ けんすけ、1971年11月5日 - ）は、日本の俳優。和歌山県出身。桐朋学園短大演劇専攻科卒業。剣道初段。

## 出演

### テレビドラマ
- 傷だらけの女（1999年、関西テレビ）
- 夫の宿題
- 小さな駅で降りる
- 金曜エンタテイメント「お局探偵 亜木子&みどりの旅情事件帳 3 安房小湊に消えた女」（2000年、フジテレビ）- 弁護士・片山徹 役
- それぞれの断崖 第6話「殺害動機語らぬ少年…息子を信じたい母の衝撃」（2000年5月24日、テレビ東京）
- 火曜サスペンス劇場（日本テレビ）
  - 「介護福祉士・桐生真知子 哀しい嘘」（2000年9月5日）
  - 「新・女検事 霞夕子 25 愛しき人へ」（2005年5月31日）- 刑事・吉田 役
- 女と愛とミステリー（テレビ東京･BSジャパン）
  - 「松本清張特別企画・わるいやつら」（2001年4月8日）- 林医師 役
  - 「保険調査員・蒲田吟子 1 ベランダ殺人事件」（2001年5月13日）- 光洋不動産・元 社員 役
  - 「和泉教授夫妻シリーズ 2 湯布院殺人事件」（2002年）- 馬場秋野（一谷真由美）の夫・ルポライター 馬場亮介 役
  - 「警視庁・樋口警部補」- 警視庁捜査一課強行犯係・須崎 役
    - 1「朱夏 警視庁脅迫事件」（2003年8月17日）
    - 2「リオ 水曜日の殺人者」（2004年9月12日）

  - 「松本清張特別企画 黒い画集〜紐」（2005年1月9日）
- 女優・杏子（2001年、東海テレビ）
- 非婚家族 第1話「家族なんてウソの始まり! 結婚が愛を殺した…」（2001年7月5日、東海テレビ）
- 山田風太郎 からくり事件帖-警視庁草紙より- 第7話「夢のゆくえ」（2001年11月9日、NHK）
- 整形美人。 第1話「人生リセット! さあ恋だ」（フジテレビ、2002年4月9日）
- ヨイショの男 第9話「炎の出世争い」（TBS、2002年6月16日）
- スター誕生殺人事件
- あなたの人生お運びします!（TBS、2003年）
  - 第9話「大変だ!! お客が盗まれた」（6月5日）
  - 第10話「会社の運命を変えた秘策」（6月12日）
  - 最終話「人情でつかんだ世界一」（6月19日）
- 金曜時代劇「最後の忠臣蔵」（NHK、2004年）- 大石主税 役
- 海峡を渡るバイオリン（2004年、フジテレビ）
- 新春ワイド時代劇（テレビ東京）
  - 「竜馬がゆく」（2004年1月2日）- 沢村惣之丞 役
  - 「忠臣蔵〜その義その愛」（2012年）- 松原多仲 役
- 幸せになりたい!（2005年、TBS）
- 水曜ミステリー9（テレビ東京、BSジャパン）
  - 「篝警部補の事件簿 3 浅間大滝殺人水脈」（2005年12月11日）群馬県警 刑事・寒川 役
  - 「浅草下町通交番 子連れ巡査の捜査日誌 1 浅草〜京都連続殺人 消えた母娘と5000万の謎」（2013年）- 森崎智矢 役
- 水戸黄門 第35部 第11話「刀の鍔で結ばれた愛 - 熊本 - 」（2005年12月19日、TBS）- 孫一 役
- 相棒（テレビ朝日）
  - season4 第12話「緑の殺意」（2006年1月11日）- レストラン「キュイジーヌ」オーナー・川端敏臣（樋口隆則）の部下・倉持隆弘 役
  - season14 第8話「最終回の奇跡」（2015年12月9日）- ダイムエンタテイメント 社長・原田良輔 役
- 土曜ワイド劇場「女警察署長」（テレビ朝日、2009年5月23日）- 森田夏江（仁科亜季子）の息子・森田達也 役
- RESCUE〜特別高度救助隊（2009年、TBS）- 司令センター・司令管制員 前田敦司 役
- ヒガンバナ〜警視庁捜査七課〜 第3話（2016年1月27日、日本テレビ）- 井上孝一 役
- 警視庁ゼロ係〜生活安全課なんでも相談室〜 最終話「さらば冬彦! 7年間封印された巨悪の陰謀Ｘレポートを暴け!」（2016年2月26日、テレビ東京）- 小原茂樹 役
- 月曜名作劇場「温泉殺人事件シリーズ2・伊豆天城温泉殺人事件」（2016年、TBS）- 劇団ライオン座の劇団員・向竹則 役

### 映画
- 29・10月
- Self noise
- Keep on Rockin'
- ナースのお仕事 The Movie
- BABY BABY BABY! -ベイビィ ベイビィ ベイビィ-
- 御手洗薫の愛と死
- 超高速!参勤交代 リターンズ
- 渇愛の果て、[1]

### 舞台
- 『怪談・贋皿屋敷』
- 『山ほととぎす ほしいまま』
- 『アチャラカ ブギ』
- 『ラフ カット97`』
- 『太平洋ベルトライン』
- 『輝ける沈黙』
- 『ヘップバーン』
- 『マリアの首』
- 『タンブリング』
- 『STAR MAN』- KAKUTA
- 『帰れない夜・さとがえり』- KAKUTA
- 『ミュージカル ドリームハイ』
- 『ロン』
- 『ゴルゴン』- 演劇企画集団THE・ガジラ
- 『ANGELS IN AMERICA』tpt - プライアー・ウォルター 役
- 『ある冬の朝、Kは』- タテヨコ企画
- 『ロミオとジュリエット』- 演劇企画集団THE・ガジラ 年間WS公演
- 『PRESS』- JACROW
- 『セルロイド』- ハツビロコウ
- 『夕闇、山を越える』- JACROW
- 『テイルズ オブ ザ ステージ』
- 『THE DARK CITY』- 温泉ドラゴン
- 『渡りきらぬ橋』- 温泉ドラゴン
- 『重奏 マッチ売りの少女』- noyR
- 『SCRAP』- 温泉ドラゴン
- 『イノセント・ピープル〜原爆を作った男たちの65年〜』- CoRich舞台芸術！[2]
- 『世界、』[3]
- 『白衛軍 The White Guard』[4]
- 『女性映画監督第一号』[5]
- 『ワーニャおじさん』[6]

### ラジオ
- 青春アドベンチャー
  - 「おいしいコーヒーのいれ方」（1997年 - 2006年）- 和泉勝利 役 主演
  - 「インテリアライフ」- 主演
  - 「アクアライフ」- 主演
  - 「ナンバーライフ」- 主演
  - 「ボディライフ」- 主演
  - 「カラーライフ」- 主演
  - 「ゼンダ城の虜」
  - 「らせん階段」
  - 「スカラムーシュ」
  - 「ヘンツォ伯爵」- ヘンツォ伯爵 役
- FMシアター
  - 「父も恋する」（2005年）
  - 「握手をしよう」
  - 「となりの音女」
  - 「ミュージックセラピスト」
  - 「もと天使松永」
  - 「70歳の受験生」

### CM
- 日本ブリタニカ
- マイクロソフト
- NTTコミュニケーションズ
- 家庭教師のトライ
- オリックス生命